# John Wick (postava)
John Wick, původním jménem Jardani Jovonovich, je fiktivní postava ze stejnojmenné filmové série John Wick, kterou ztvárnil herec Keanu Reeves. John Wick je nájemný vrah, který je na nekončící cestě za pomstou, která začala vraždou jeho psa Daisy, což byl dárek od jeho mrtvé ženy Helen.
Postava se objevila v pěti filmech: John Wick (2014), John Wick: Kapitola 2 (2017), John Wick: Kapitola 3 – Parabellum (2019), John Wick: Kapitola 4 (2023) a Balerína (2025). Také účinkovala ve hrách John Wick Chronicles (2017) a John Wick Hex (2019).

## Podoba

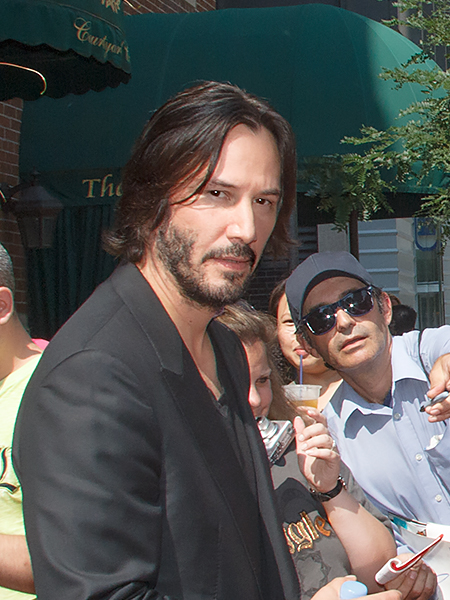
Herec Keanu Reeves ztvárnil filmovou postavu Johna Wicka

John Wick je vysoký a hubený. Má dlouhé, rovné, černé vlasy, které dosahují k jeho bradě, ta je pokrytá vousy. Obličej má hubený a protáhlý s delším nosem a vyhublými tvářemi. Oči má hnědé. Je střední postavy, silnější, ale vyzáblejší. Nosí skoro vždy oblek, mohli jsme ho ale také vidět v bílém límcovém triku s černými kalhoty. Oblek je celý černý, nosí ho s černou kravatou a s černou nebo bílou košilí, také však měl i oblek pouze s černým trikem. Ve většině filmů je pomlácený, od krve a má rány na obličeji, někdy dokonce i pokulhává, to ale není způsobené jakoukoliv přirozenou vadou, nýbrž poškozením z bojů.[zdroj⁠?!]

## Původ
Narodil se v Sovětském svazu jako Jardani Jovonovich. Byl to sirotek který byl vzat do kriminální organizace jménem Ruska Roma, kterou vedla tzv. The Director. Byl vychován v New Yorku, zde ho naučili spousty bojovým uměním, zacházením se zbraněmi a cizím jazykům. Poté, co vyrostl odešel z této organizace, anglicizoval si své jméno na Johna Wicka a začal svojí kariéru jako nájemný vrah. V této době se přidal do tzv. Kontinentu systém hotelů po celém světě, který slouží jako útočiště pro kriminálníky.
Také si vybudoval silnou reputaci jako nelítostný nájemný vrah, který splní jakýkoliv kontrakt. Díky tomu získá spousty známostí po celém světě jako třeba Winston nebo Viggo Tarasov, ruský mafián, který vede skupinu Tarasov Mob, což je jedna z nejsilnějších kriminální skupina v New Yorku v tomto filmu, John se do této skupiny přidá a začne pro ní pracovat. V této době také potká krásnou Helen, do které se zamiluje a chce se s ní usadit. Požádá tedy Vigga jestli by nemohl odejít z jeho skupiny a Viggo mu tedy dá "nesplnitelnou" zakázku, kterou nikdo nedokázal splnit. John jde za italským mafiánem Santinem D'Antoinem, který mu pomůže, ale musí s ním udělat krvavou smlouvu, díky které John přísahá, že mu pomůže s čímkoliv co bude Santino chtít. Potom co tuto zakázku splní je John volný a končí s prací nájemného vraha, ožení se s Helen a začne s ní žít. Helen ale brzo umírá na smrtelnou nemoc. Po této události se John uzavře a začne žít sám. Další děj je už popsán ve filmech.[zdroj⁠?!]

## Charakter a schopnosti

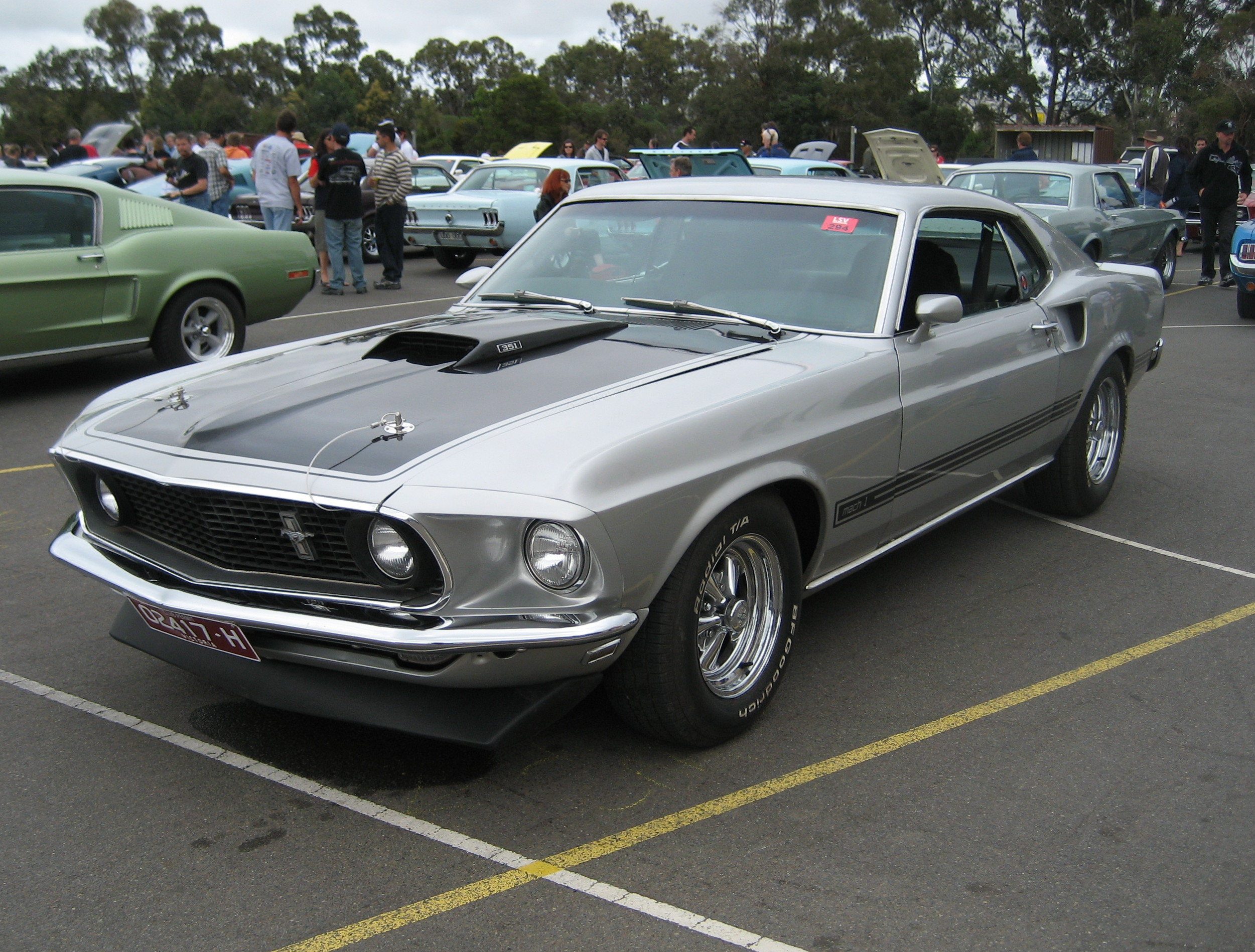
Model Wickova auta Ford Mustang Mach 1 z roku 1969

Jak řekl jednou Viggo, John si jde vždycky tvrdě za svým, nekompromisně, má pevnou vůli. John Wick je ukázán jako velmi sebevědomý člověk, který zná své schopnosti a plně jich využívá. Ničeho se nebojí a hrne se do všech výzev, které jsou před něj dány. Je všemi velmi respektován, jako osoba proti které se nevyplatí jít. Ve filmu je také naznačeno, že miluje psy.[zdroj⁠?!]
Díky svému učení je schopen používat spousty bojových umění a dokáže ovládat všechny zbraně. Nelimituje se však jenom na zbraně, ale díky jeho rafinovanosti si dokáže poradit v jakékoliv situaci, což vystihuje slavný příběh, který o něm koluje, jak jednou zabil na baru 3 chlapy za pomocí obyčejné tužky a ve třetím díle zabije vyššího, evidentně silnějšího chlapa za pomocí knihy.[zdroj⁠?!]